# Можарки
Можа́рки (чув. Мучар) — село в Янтиковском районе Чувашской Республики. Является центром Можарского сельского поселения. Центр старообрядчества в Чувашской Республике.

## История
Жители до 1866 государственные крестьяне; занимались земледелием, животноводством, разведением хмеля.
Жители села в большей части являются русскими староверами, что предполагает их переселение в эти места в период царствования Петра Великого и «Никоновской» церковной реформы, а название села взято от первых поселенцев. В Можарках построена церковь не позднее 1795 г., деревянная, однопрестольная; вновь отстроена каменная в 1820 г. на средства прихожан. Церковь каменная посвященная 2-м престолам — святым Козьмы и Домиана и Иоанна Предтечи. В 1861 г. открыта церковно-приходская школа.
Село Можарки с давних времён значится как большое, в 1855 г. здесь в 149 дворах проживало 1418 едоков и имели 289 га земли и 10 десятин леса, а в 1924 году в 431 дворе проживало 2752 человека. Оно было известно и благодаря своим традиционным ярмаркам. Пожары, гонения советской власти на верующих и привели к оттоку жителей в образовавшийся с 1925 г. железнодорожный узел Канаш и другие населённые пункты. Однако на сегодняшний день село считается большим и сохранило свою уникальную культуру и самобытность.
Действующий храм Св. Космы и Дамиана (XVIII в. — 1936, с 1990). В начале XX века функционировали часовня на источнике (1900—1940), базар по средам, ежегодная Петровская ярмарка с 29 по 30 июня (по старому стилю). В 1884 открыта школа Братства св. Гурия, 6 октября 1885 — женское земское училище, в 1890 — мужское, в 1906 — женские церковноприходские школы. В 1920-е гг. действовали школа 1-й ступени, базар, магазин «Центроспирта», 2 водяные мельницы, шерстобойня; имелись кузнечный, колёсный, портняжный, сапожно-башмачный промыслы.
В 1930 году образован колхоз «Девиз» («25-е Октября» в том же году). В составе Тюмеревской, Старотябердинской волостей Цивильского уезда. в XIX в. — 1925, Тюмеревской волости Цивильского уезда — 1925—1927, Канашского района — 1927—1935, 1962—1965, Янтиковского района — 1935—1962, с 1965.

## География
Расстояние до Чебоксар 114 км, до райцентра 10 км, до ж.-д. станции 31 км. Расположено на левобережье р. Ута.

## Население
Число дворов и жителей: в 1744—1747 — 308 муж.; 1795 год — 120 дворов, 358 муж., 417 жен.; 1858 год — 715 муж., 723 жен.; 1897 год — 1105 муж., 1092 жен.; 1926 год — 563 двора, 1500 муж., 1580 жен.; 1939 год — 923 муж., 1131 жен.; 1979 год — 488 муж., 550 жен.; 2002 год — 263 двора, 715 чел.: 337 муж., 378 жен.; 2010 год — 242 част. домохозяйства, 595 чел.: 283 муж., 312 жен.

## Инфраструктура
Функционирует СХПК «Можарский» (2010). Имеются школа, детский сад, фельдшерский пункт, клуб, библиотека, спортплощадка, отделения связи и Сбербанка, магазин, 2 торговых павильона и 2 киоска.

## Религия
Работает восстановленная церковь (в советские годы в ней размещалась Машинно-тракторная станция). При ней функционирует Местная религиозная организация Православный приход храма святых бессребреников Космы и Дамиана с. Можарки Янтиковского района Чувашской Республики Канашской епархии Русской православной церкви (Московский патриархат).
Одновременно имеется Храм во имя святых первоверховных апостолов Петра и Павла Всеволжской епархии Русской древлеправославной церкви.

## Люди
- Бухтулов, Пётр Харитонович